# Tschornomorske
Tschornomorske (ukrainisch Чорноморське – bis 1944 Акмечит/Akmetschyt; russisch Черноморское/Tschernomorskoje, krimtatarisch Aqmeçit) ist eine Siedlung städtischen Typs in der Autonomen Republik Krim. Sie liegt im Westen der Halbinsel Krim in der Ukraine, 140 Kilometer nordwestlich von Simferopol entfernt in einer Bucht am Schwarzen Meer und ist das Verwaltungszentrum des Rajons Tschornomorske.

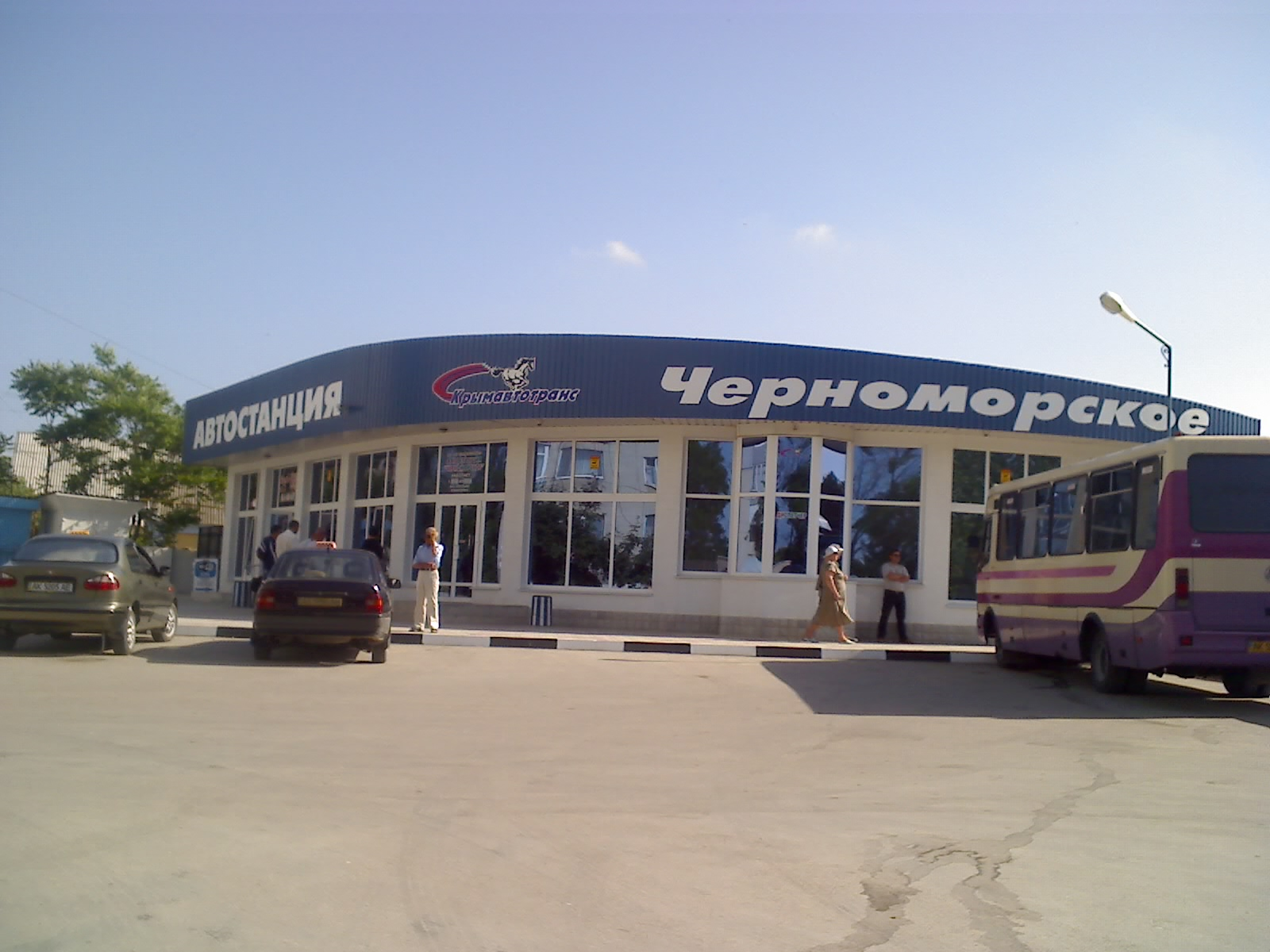
Busbahnhof im Ort (2011)

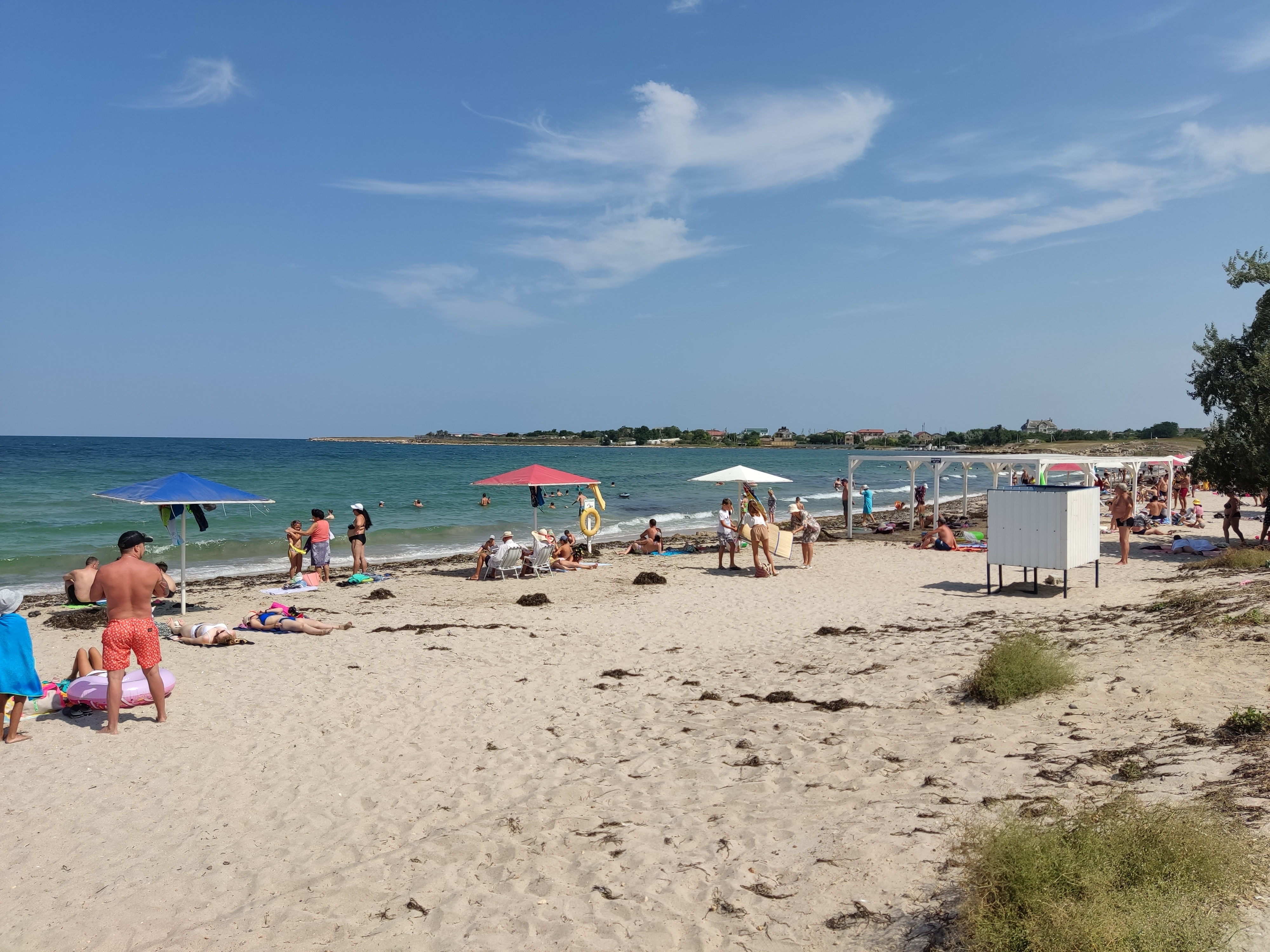
Strand

Auf dem Gebiet des heutigen Ortes entstand schon im 4. Jahrhundert vor Christus die von den Griechen errichtete Siedlung Kalos-Limen. Im Laufe der Zeit wurde aus dem griechischen Namen der Name Akmesdschit Liman, von dem der krimtatarische Name Aqmeçit abgeleitet wurde.
Im 20. Jahrhundert wurde der Ort zu einem Zentrum der Landwirtschaft, 1944 wurde er in Tschornomorske/Tschernomorskoje (nach dem russischen Namen für „Schwarzes Meer“) umbenannt, seit 1957 ist er eine Siedlung städtischen Typs.

## Persönlichkeiten
- Zi Faámelu (* 1990), Singer-Songwriterin